# 布勒博特
布勒博特（法語：Brebotte，法語發音：[bʁəbɔt]）是法国勃艮第-弗朗什-孔泰大区贝尔福地区省的一个市镇，属于贝尔福区。

## 地理
布勒博特（47°34'42"N, 6°58'21"E）面积3.78 平方千米，位于法国勃艮第-弗朗什-孔泰大區贝尔福地区省，该省份为法国东北部内陆省份，东临上莱茵省，北起孚日省，西接上索恩省，南与杜省和瑞士接壤。
与布勒博特接壤的市镇（或旧市镇、城区）包括：布列塔尼、弗鲁瓦德方丹、格罗讷、欧特勒谢讷、勒库夫朗斯。

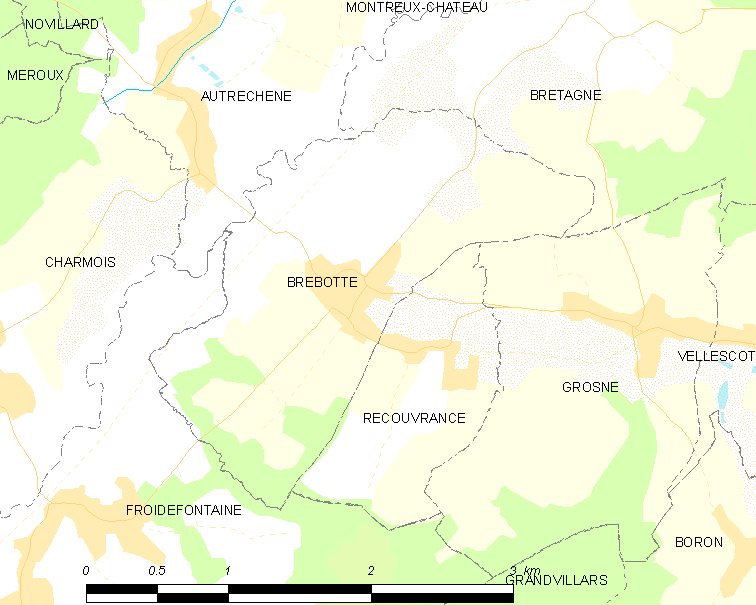
布勒博特的OSM定位图

布勒博特的时区为UTC+01:00、UTC+02:00（夏令时）。

## 行政
布勒博特的邮政编码为90140，INSEE市镇编码为90018。

## 政治
布勒博特所属的省级选区为格朗维拉尔县。

## 人口

1962-2008年间布勒博特人口变化图示

布勒博特于2022年1月1日时的人口数量为369人。